# Model de Hubbard

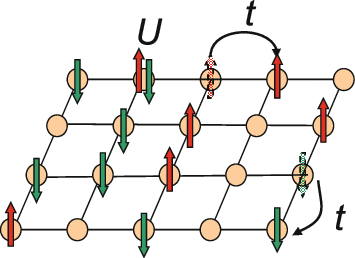
Model Hubbard bidimensional.

El model de Hubbard és un model aproximat utilitzat per descriure la transició entre sistemes conductors i aïllants. És especialment útil en física de l'estat sòlid. El model porta el nom de John Hubbard.
El model de Hubbard afirma que cada electró experimenta forces en competència: un l'empeny al túnel cap als àtoms veïns, mentre que l'altre l'allunya dels seus veïns. El seu hamiltonià té, per tant, dos termes: un terme cinètic que permet el túnel ("salt") de partícules entre llocs de gelosia i un terme potencial que reflecteix la interacció in situ. Les partícules poden ser fermions, com en l'obra original de Hubbard, o bosons, en aquest cas el model es coneix com el "model Bose-Hubbard".
El model de Hubbard és una aproximació útil per a partícules en un potencial periòdic a temperatures prou baixes, on es pot suposar que totes les partícules es troben a la banda de Bloch més baixa i es poden ignorar les interaccions a llarg abast entre les partícules. Si s'inclouen les interaccions entre partícules en diferents llocs de la gelosia, el model sovint s'anomena "model de Hubbard estès". En particular, el terme Hubbard, més comunament denotat per U, s'aplica en simulacions basades en principis utilitzant la Teoria Funcional de la Densitat, DFT. La inclusió del terme Hubbard a les simulacions DFT és important ja que això millora la predicció de la localització d'electrons i, per tant, evita la predicció incorrecta de la conducció metàl·lica en sistemes aïllants.
El model de Hubbard introdueix interaccions de curt abast entre electrons al model d'unió estreta, que només inclou l'energia cinètica (un terme "saltant") i les interaccions amb els àtoms de la xarxa (un potencial "atòmic"). Quan la interacció entre electrons és forta, el comportament del model Hubbard pot ser qualitativament diferent d'un model d'unió estreta. Per exemple, el model de Hubbard prediu correctament l'existència d'aïllants Mott: materials que són aïllants a causa de la forta repulsió entre electrons, tot i que compleixen els criteris habituals per als conductors, com ara tenir un nombre imparell d'electrons per cèl·lula unitat.